# Deschampsia mildbraedii
Espèce
Deschampsia mildbraedii Pilg. est une espèce de plantes du genre Deschampsia et de la famille des Poaceae. Elle est endémique de la ligne montagneuse du Cameroun.

## Étymologie
Son épithète spécifique mildbraedi rend hommage au botaniste Gottfried Wilhelm Johannes Mildbraed, spécialiste de la flore d'Afrique centrale, qui découvrit les premiers spécimens au mont Cameroun en 1928.

## Description
Plante pérenne, densément touffue avec de nombreuses innovations intravaginales, cette espèce présente des tiges (chaumes) minces, légèrement géniculées, pouvant atteindre 1,2 m de haut, aux entrenœuds inférieurs insérés dans la gaine foliaire ou légèrement exsertes. Les feuilles sont surtout basales avec des gaines lâches, ruguleuses ou presque lisses.

## Répartition et habitat
Deschampsia mildbreadii se trouve dans les prairies montagnardes à une altitude comprise entre 2 000-3 000 et 4 000 m.

Relativement rare, l'espèce a été observée au mont Cameroun et à l'est de Bamenda (Cameroun), également au Nigeria.